# Серёжка

Серёжка (лат. amentum) — колосовидное соцветие различного типа на поникающей оси со множеством мелких цветков. Среди серёжек встречаются тирсы (ольха, берёза, лещина), простые кисти и колосья.
Главная ось (rachis) такого соцветия тонкая, нитевидная, цветки мелкие, часто однополые, с простым околоцветником или вообще лишённые его. Такое соцветие встречается сравнительно у немногих растений, например, у семейства Ивовые; у многих растений, например, у берёзы, ольхи, ореха и других, серёжки на самом деле представляют сложные соцветия — тирсы, так как у этих растений на главной тонкой, нитевидной оси соцветия сидят не отдельные цветки, а целые группы их, то есть мелкие, вторичные соцветия, иногда даже другого типа, чем сама серёжка. Так, например, у березы в мужской серёжке на главной оси сидят трехцветковые дихазии.

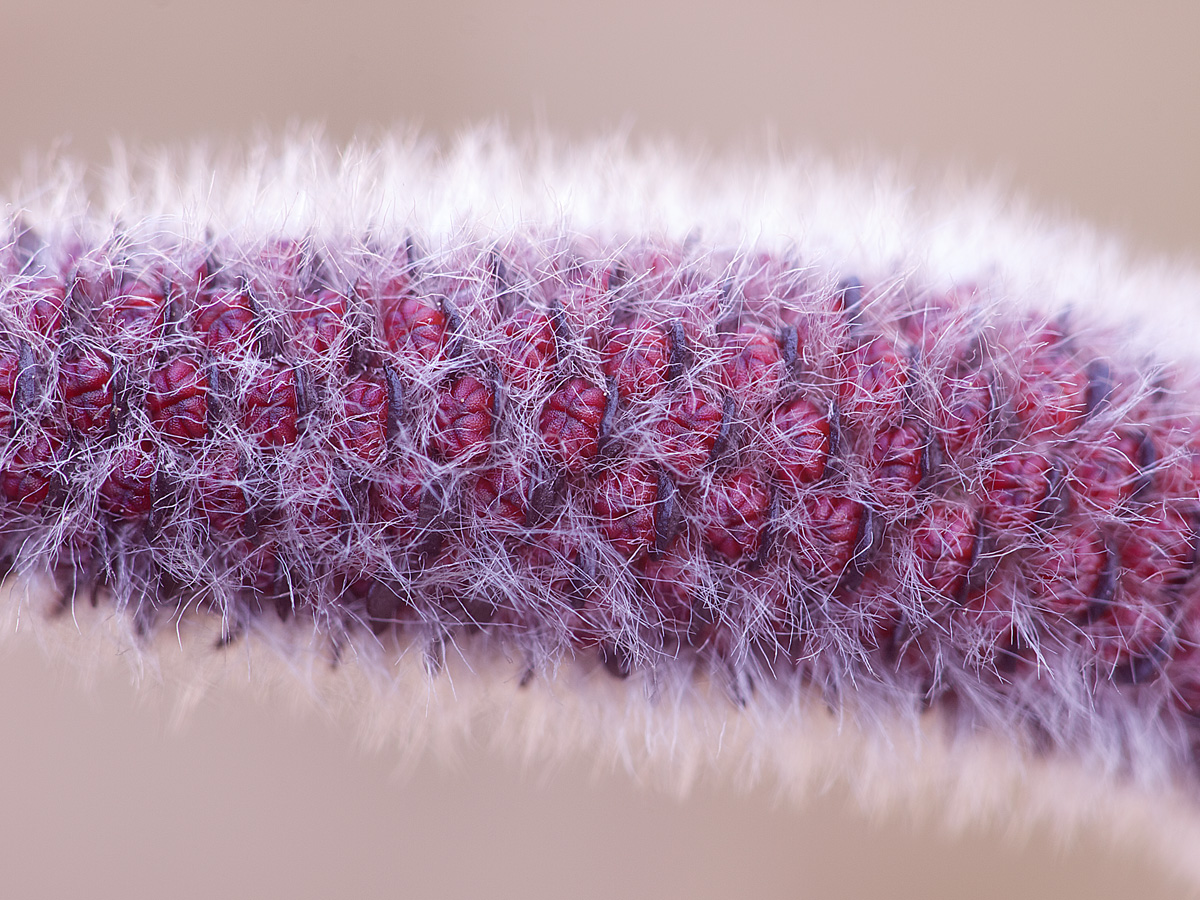
Молодая мужская серёжка ивы
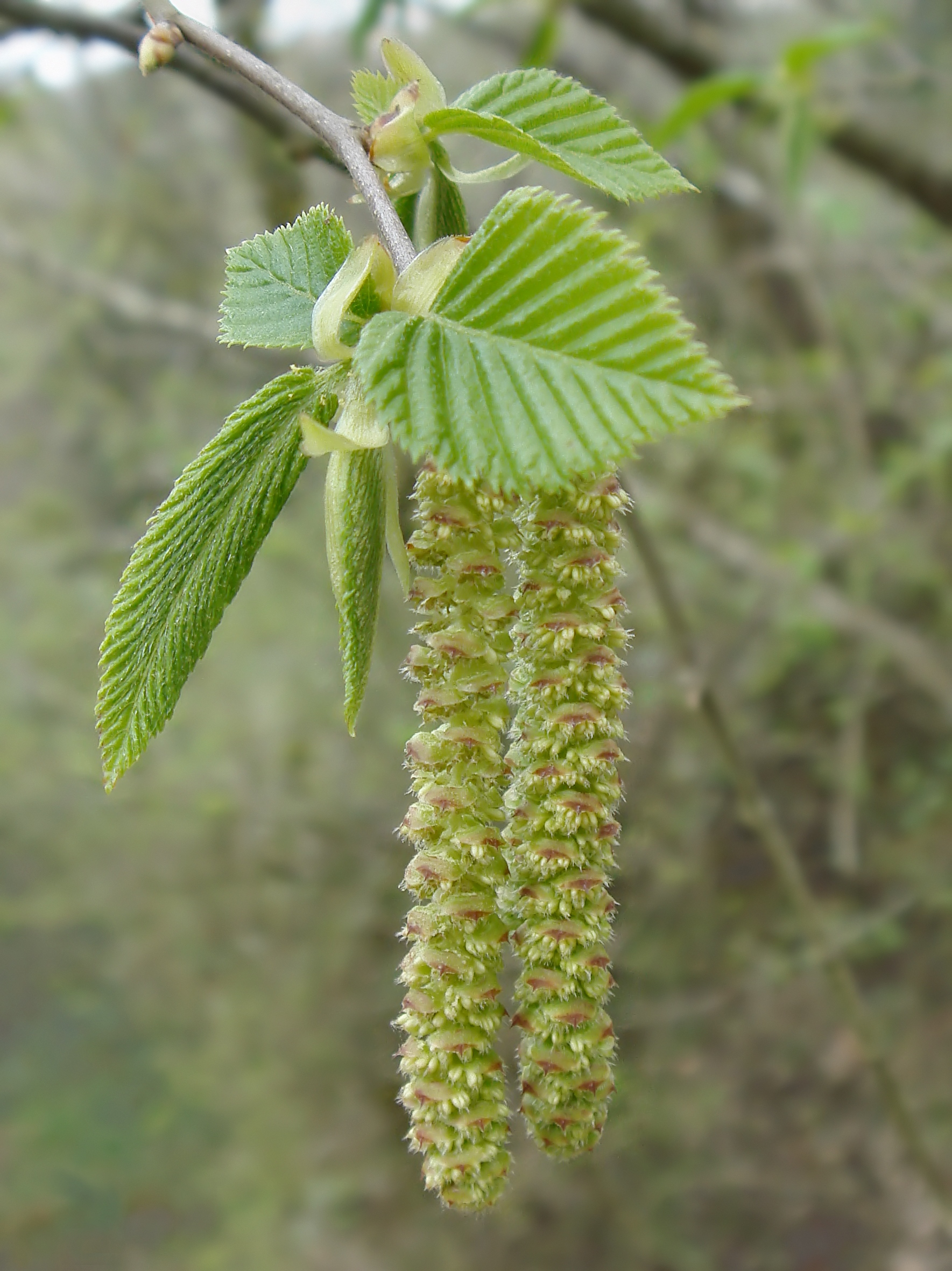
Мужская серёжка хмелеграба обыкновенного
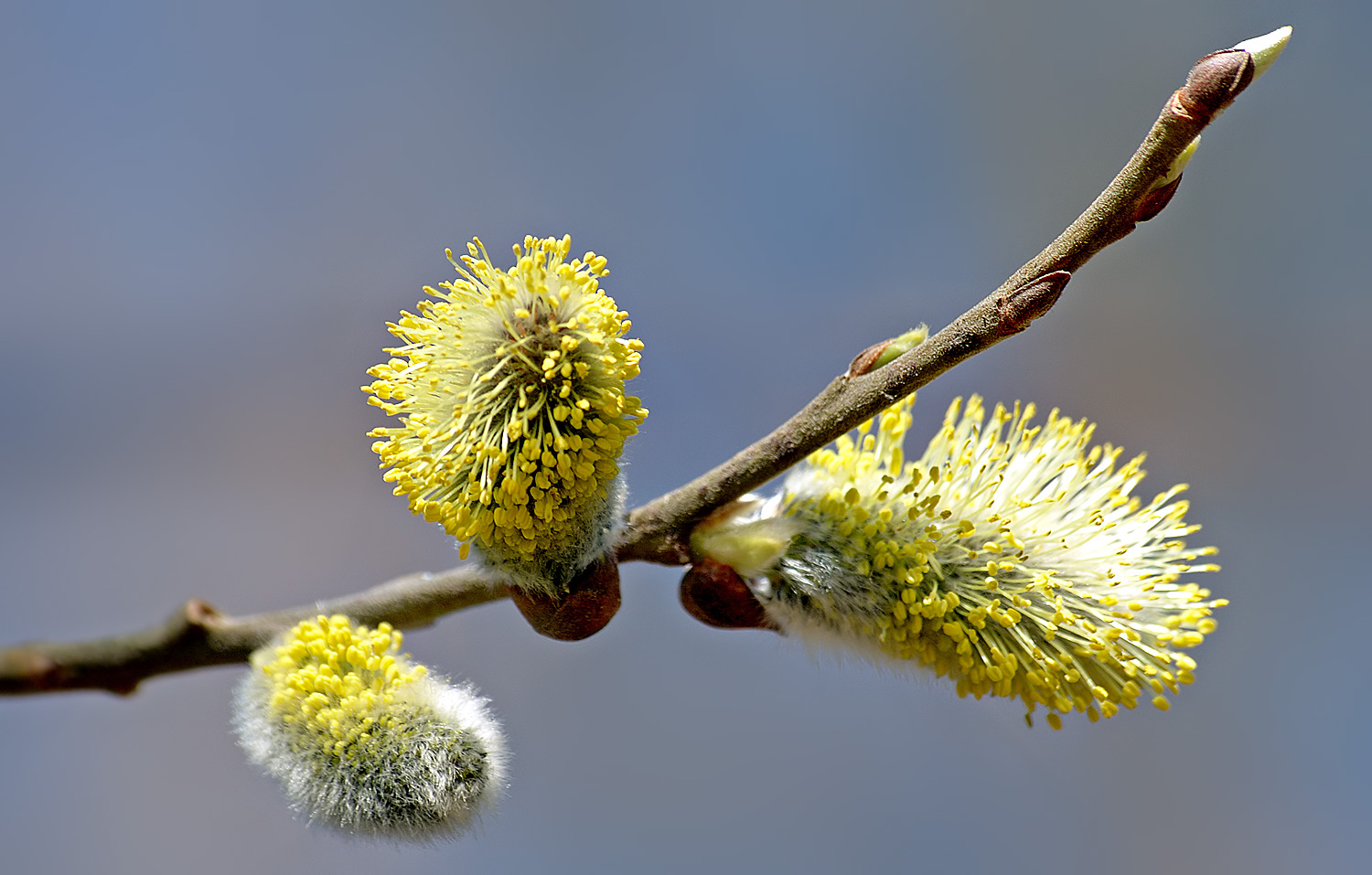
Мужские серёжки ивы (Salix sp.)
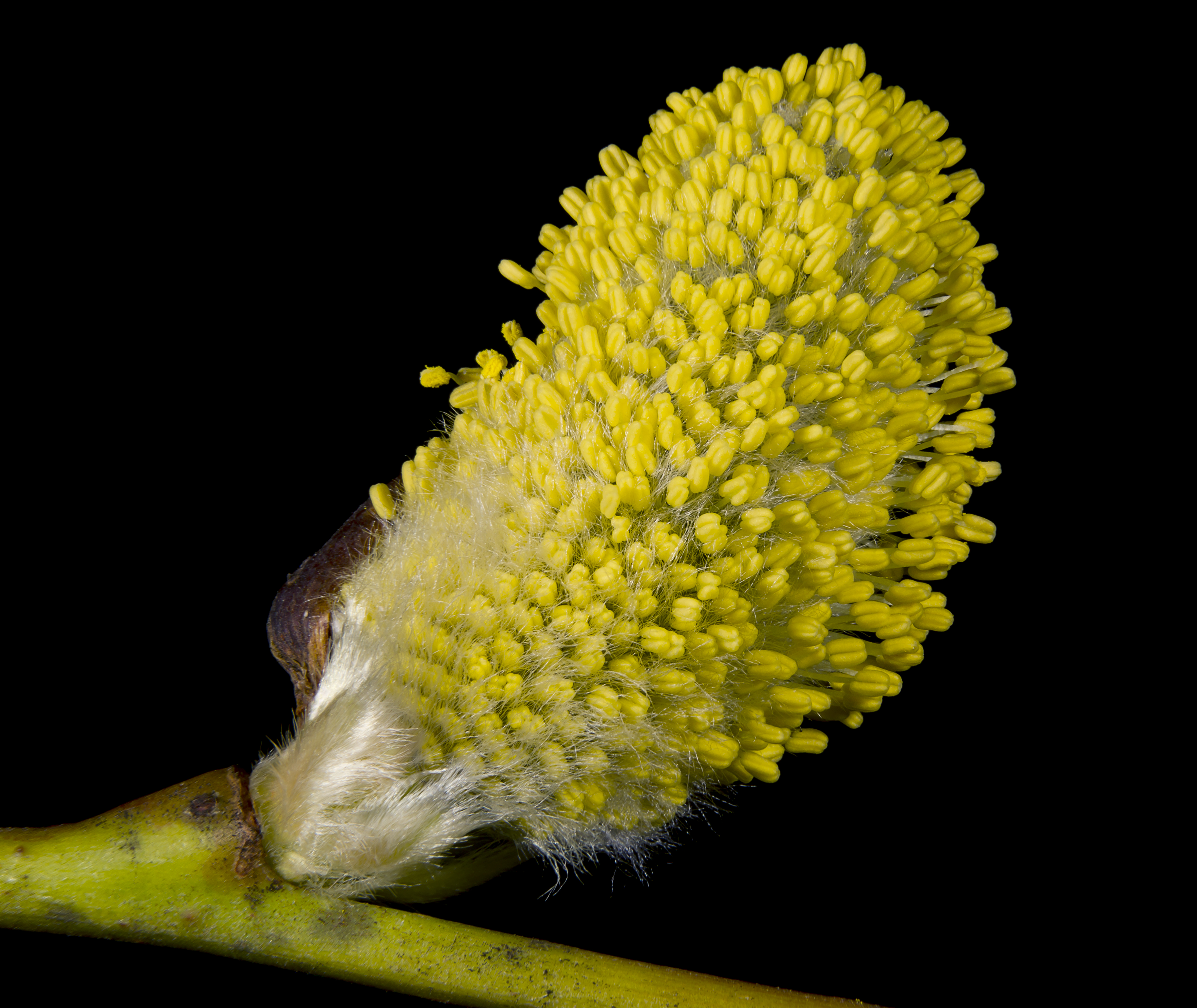
Мужская серёжка Ивы (Salix sp.)
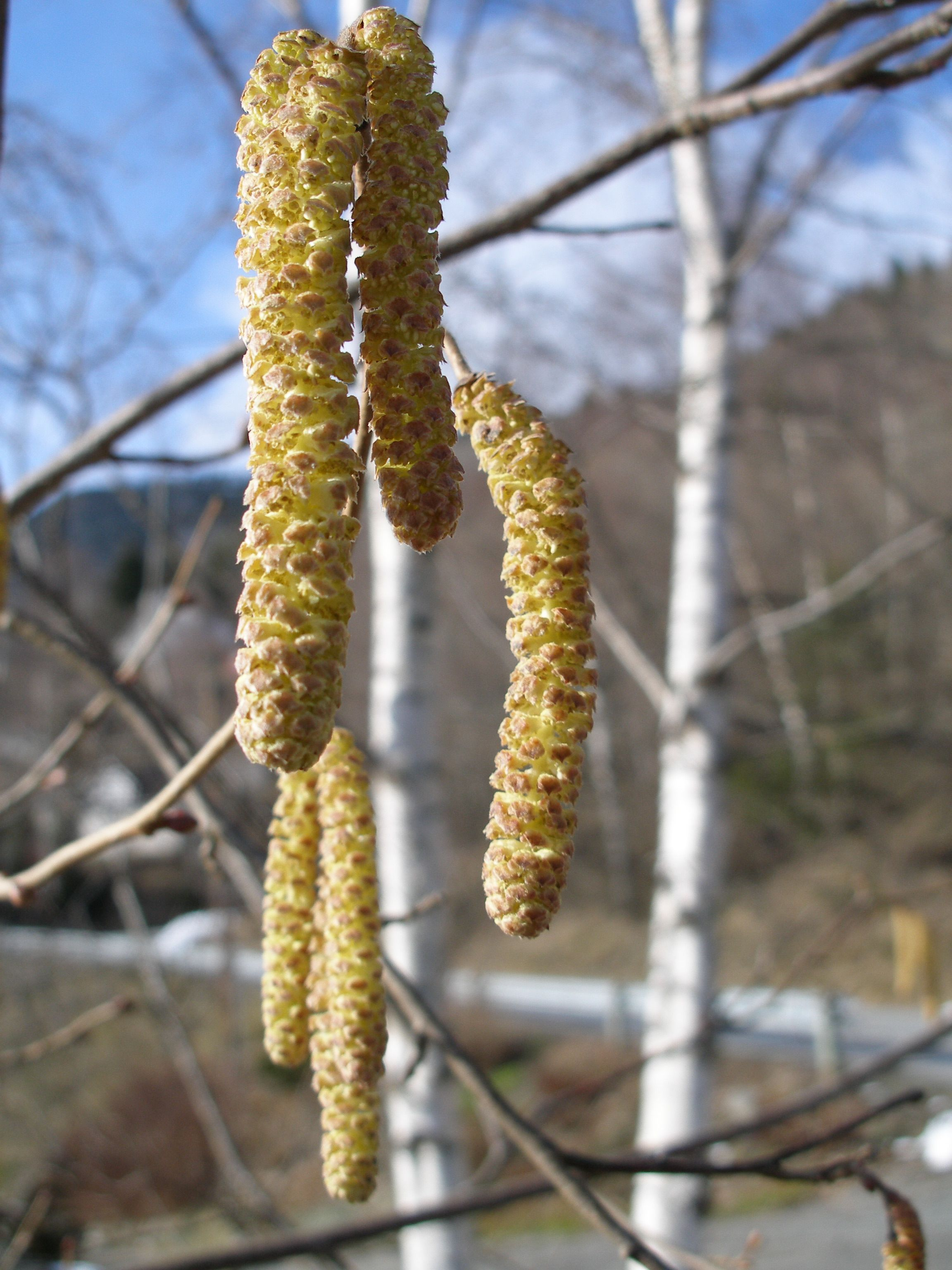
Серёжки лещины Corylus avellana
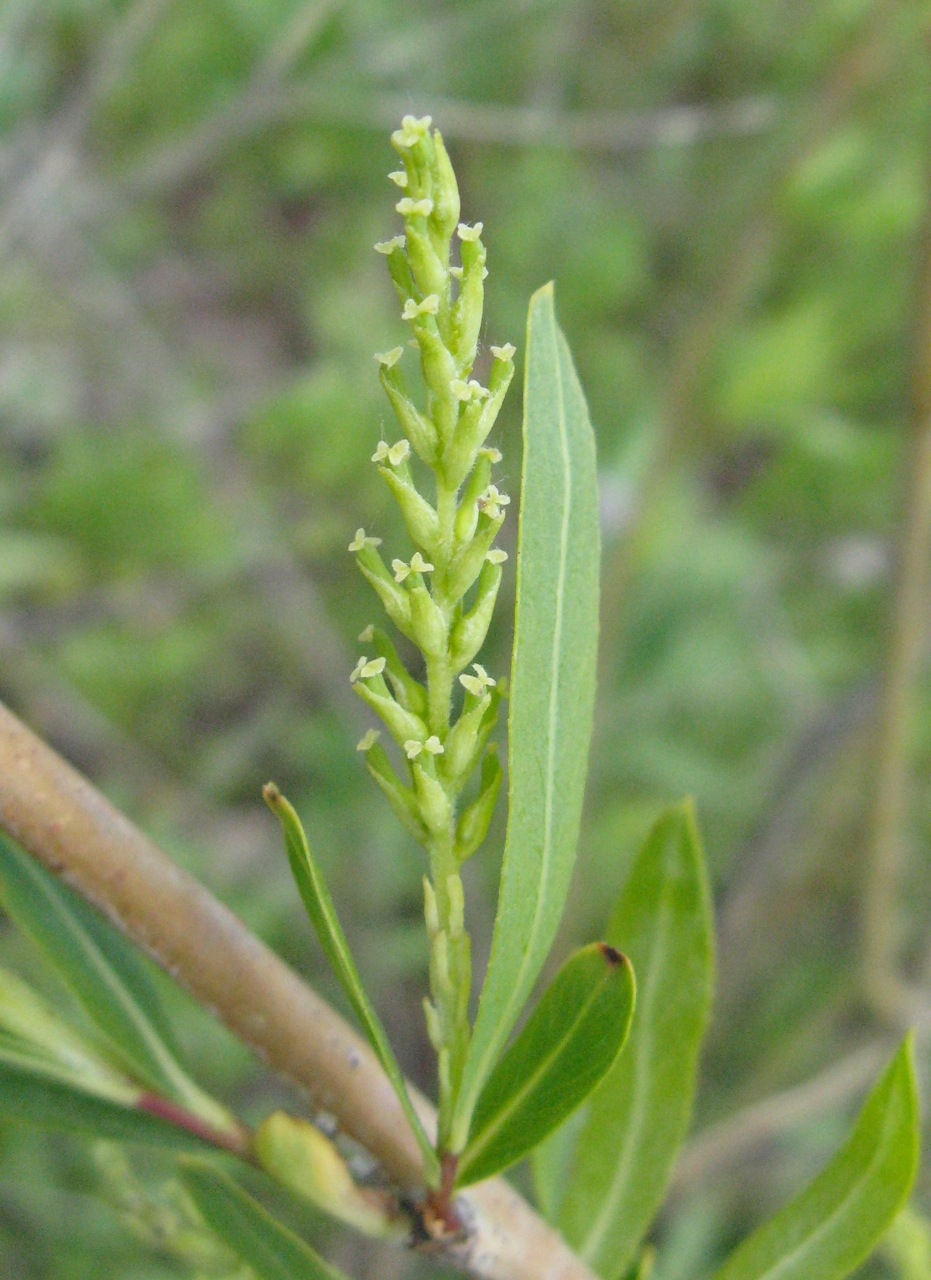
Женская серёжка ивы (Salix sp.)
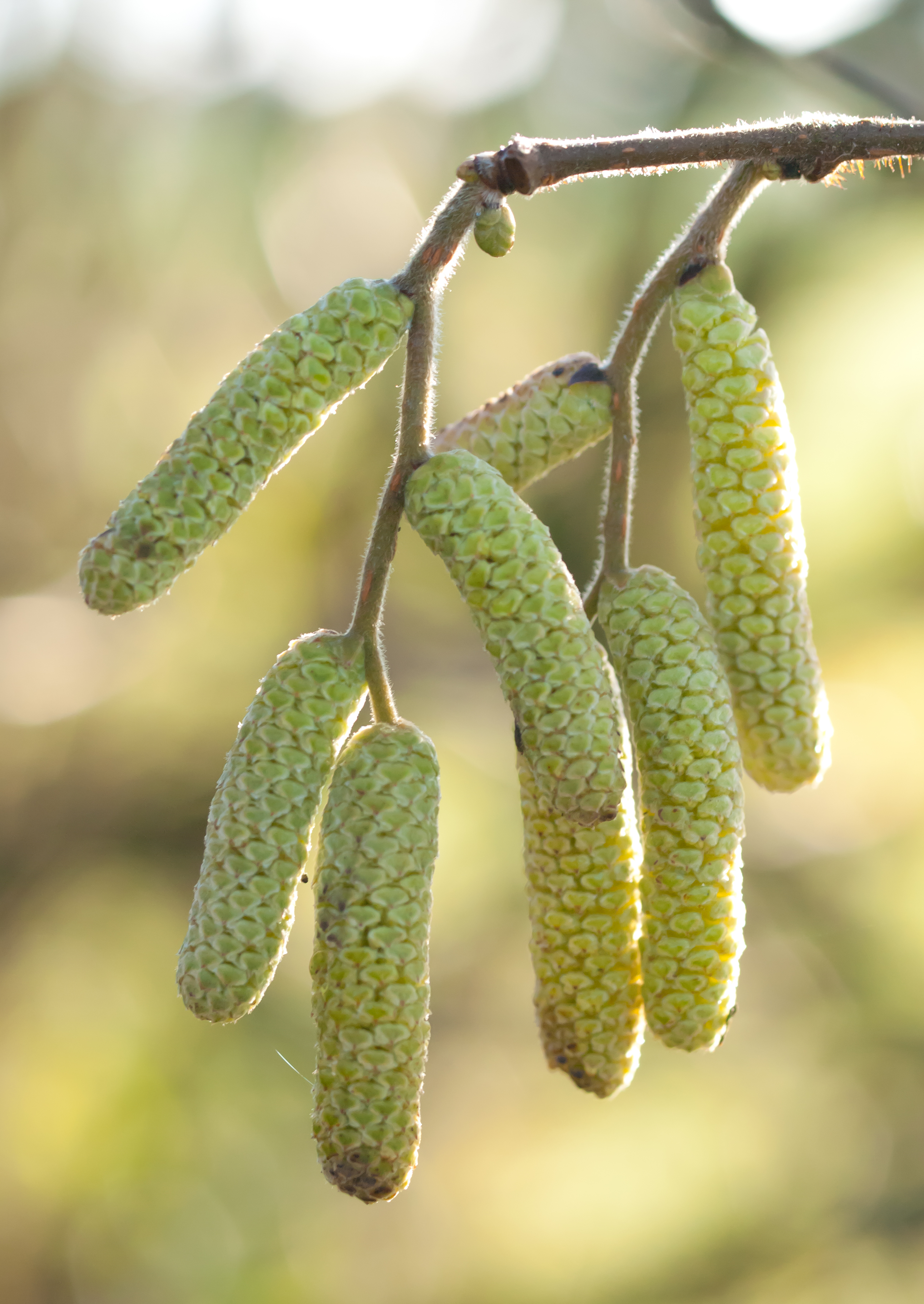